# Poison (singel Alice Coopera)
Poison – utwór Alice Coopera, wydany na albumie Trash z 1989 roku.

## Wersje innych wykonawców
Utwór „Poison” nagrywali tacy wykonawcy jak: Groove Coverage, Tarja Turunen, Husky Rescue, Bonsai Kitten.